# Athousius
Athousius is een geslacht van kevers uit de familie  
kniptorren (Elateridae).
Het geslacht is voor het eerst wetenschappelijk beschreven in 1905 door Reitter.

## Soorten
Het geslacht omvat de volgende soorten:
- Athousius holdereri (Reitter, 1900)
- Athousius humeralis (Miwa, 1927)
- Athousius isamutanakai Kishii, 2004
- Athousius kitanoi Ôhira, 1972
- Athousius obakoensis Kishii, 1976
- Athousius wudanganus Kishii & Jiang, 1996